# Мисник Анастасія Миколаївна
Мисник Анастасія Миколаївна (нар. 19 лютого 1991) — українська легкоатлетка, майстер спорту України міжнародного класу. Член збірної команди України з легкої атлетики серед спортсменів з порушеннями розумового і фізичного розвитку. Срібна призерка Літніх Паралімпійських ігор 2012 року, 2016 року, 2020 року. Срібна призерка світу 2019 року у штовханні ядра.
Займається легкою атлетикою у Кіровоградському обласному центрі «Інваспорт»

## Спортивна кар'єра

### Чемпіонат світу 2019
На Чемпіонат світу з легкої атлетики, що відбувався 2019 року з 7 по 15 листопада у Дубаї (Об'єднані Арабські Емірати) завоювала срібну нагороду. 14 листопада Анастасія стала другою у штовханні ядра з особистим рекордом 13,48.

## Державні нагороди
- Орден княгині Ольги II ст. (4 жовтня 2016) — За досягнення високих спортивних результатів на XV літніх Паралімпійських іграх 2016 року в місті Ріо-де-Жанейро (Федеративна Республіка Бразилія), виявлені мужність, самовідданість та волю до перемоги, утвердження міжнародного авторитету України[4]
- Орден княгині Ольги III ст. (17 вересня 2012) — за досягнення високих спортивних результатів на XIV літніх Паралімпійських іграх у Лондоні, виявлені мужність, самовідданість та волю до перемоги, піднесення міжнародного авторитету України[5]